# Fort de Châtillon-le-Duc
Ne doit pas être confondu avec Fort de Châtillon.
Le fort de Châtillon-le-Duc est une fortification française de la fin du XIXe siècle appartenant à la place fortifiée de Besançon, dans le département du Doubs.

## Histoire
Le fort fait partie de la première phase de construction du camp retranché de Besançon dont la mise en place s'étala de 1872 à 1883. Avec le fort de Chailluz et la batterie du Calvaire, il permit un élargissement vers le nord du camp retranché de 1870. Sa mission consistait à contrôler la route et la voie ferrée de Vesoul.
L'emplacement choisi pour sa construction est une butte du bourg de Châtillon-le-Duc dominant, à 443 mètres d'altitude, la vallée de l'Ognon. L'emplacement était occupé, depuis la fin du XIIe siècle, par un château féodal que les troupes françaises de Louis XI incendièrent en 1478. C'est à l'abri des ruines du château que les défenseurs de Besançon s'opposèrent avec succès à l'avancée de troupes prussiennes les 22 et 23 octobre 1870. En 1872, une statue de la Vierge fut érigée à l'extrémité sud du promontoire en commémoration de cet événement.

## Description
Le fort a été bâti de 1875 à 1879 sur les ruines du château. Il est barlong (290 mètres sur 70 dans sa plus grande largeur) du fait de la configuration du site. De plus, il ne comporte pas de fossés, les parois pentues du promontoire rendant cette protection impossible et inutile. Sa porte d'entrée non suivie d'un porche était protégée par un pont à effacement latéral, système défensif rare que l'on ne retrouve qu'au fort de Pugey pour ce qui concerne la place de Besançon. Au sud (près de la statue) et à l'est (dominant le chemin d'accès), deux bretèches défendent l'escarpe. Cette disposition anachronique est également visible au fort Beauregard.
Sur le haut, les positions de batteries sont dotées de traverses-abris : quatre dans la partie nord et une au sud. L'armement d'origine était composé notamment de deux mortiers de 27 avec culasse (calibre 274 mm), 13 canons de 30 et 38 (poids des obus en livres). La gentilhommière présente lors de l'acquisition du terrain fut aménagée en casernement pouvant héberger 129 hommes et officiers du temps de paix. Un magasin à poudre fut construit à proximité pour stocker 24 tonnes d'explosifs.
Deux constructions sous roc, un abri et un magasin à poudre, ont été aménagées postérieurement à 1885, première année d'utilisation des obus torpilles qui rendaient très vulnérables le magasin à poudre d'origine et le casernement. L'abri a été creusé entre 1888 et 1892 sous le fort et communique avec lui par deux escaliers en colimaçon de 80 marches. Il est constitué de trois chambrées auxquelles on accède par deux entrées. Le magasin à poudre de 1889 est situé 200 mètres en arrière du fort. Comportant une grande pièce de stockage et une petite, il dispose d'un accès de plain-pied et d'un second, par le haut, empruntant un escalier à vis.

## Visite
Il n'est pas possible de visiter l'intérieur de ce fort occupé par un propriétaire privé. Il faut se contenter de l'observation des plans et photographies. Sur celles-ci on reconnait l'ancien casernement redevenu une habitation, et face à lui l'amoncellement de terre qui protégeait le magasin à poudre. On distingue les dômes de protection en béton, au débouché des deux escaliers à vis qui communiquent avec l'abri sous roc. Le tour partiel des remparts permettra de découvrir l'entrée du corps de garde s'ouvrant dans l'escarpe à gauche du chemin stratégique et les deux bretèches. On pourra aussi apercevoir depuis le village une des traverses-abris surmontée d'une petite construction. Bâtie à l'emplacement du donjon féodal cette traverse est appelée localement "tour Béatrice" du prénom de la comtesse de Bourgogne Béatrice II (1193-1231), qui régnait durant la période où le donjon fut érigé.  
Au pied du promontoire, il est possible de voir les deux entrées de l'abri sous roc avec, sur leur droite, un corps de garde. Les plans révèlent une construction particulière de celui-ci en comparaison avec les autres abris de la place : outre trois chambrées au lieu de quatre, le couloir de desserte ceinture entièrement l'ensemble alors qu'ailleurs il ne passe que sur les côtés  et à l'arrière. Les chambrées ne communiquent donc pas directement avec l'extérieur, ce qui est favorable à une meilleure isolation. Au fond de l'abri, deux couloirs mènent aux pieds des escaliers à vis hauts d'une vingtaine de mètres. 
Pour gagner le magasin à poudre, emprunter la rue de la poudrière. La municipalité de Châtillon a restauré  l'intérieur en 2012  et l'a équipé d'un éclairage permanent. Il est fermé mais des visites encadrées sont organisées périodiquement. Précédée de la cour de déchargement une entrée latérale unique conduit, via un couloir d'une vingtaine de mètres, à la chambre aux poudres (16,4 m sur six) équipé de créneaux à lampes pour assurer l'éclairage. Cette pièce est entourée d'une gaine d'où part à l'arrière une grosse cheminée d'aérage (2,5 m sur 1,3) qui débouche au-dessus. Le couloir se poursuit en direction d'une pièce plus petite (atelier de chargement des gargousses) et aboutit au pied de l'escalier à vis (81 marches) qui permet de sortir par le haut. Cette issue est aujourd'hui condamnée. 

## Le fort hier et aujourd'hui
Comme les autres forts Séré de Rivières de la place, Châtillon-le-Duc n'a pas connu l'épreuve du feu. À la fin du XIXe siècle il a servi de centre d'entraînement pour le peloton de gradés du 3e bataillon de chasseurs à pied. Le futur maréchal Philippe Pétain, alors lieutenant, dirigea ce peloton de 1883 à 1888. Occupé par des troupes allemandes durant l'Occupation, l'armée s'en est séparée dans les années 1950, et ce sont des particuliers qui l'ont acquis (fort et abri). Le magasin à poudre appartient à la commune, mais son accès supérieur est situé dans la propriété d'un habitant du village. À noter que, dans les années 1960, des jeunes du village y donnèrent des représentations théâtrales. 
Les 1,34 hectare du fort constituent un site inscrit depuis novembre 1942 époque où, bien que désaffecté, il appartenait encore à l'armée.